# (2991) Bilbo
(2991) Bilbo ist ein Asteroid des inneren Hauptgürtels, der am 21. April 1982 vom britischen Studenten Martin Watt an der Anderson Mesa Station des Lowell-Observatoriums in Arizona bei einer Helligkeit von 17,0 mag entdeckt wurde. Es war seine letzte von insgesamt vier Asteroidenentdeckungen, die alle innerhalb einer Woche stattfanden. Watt absolvierte zu der Zeit ein sechsmonatiges Praktikum als studentische Hilfskraft bei Edward L. G. Bowell und Brian A. Skiff und arbeitete an Asteroiden-, Computer- und Photometrieprogrammen. Nachträglich konnte der Asteroid bereits auf Aufnahmen nachgewiesen werden, die am 10. und 14. Mai 1975 sowie am 24. September 1979 am Krim-Observatorium in Nautschnyj gemacht worden waren.
Der Asteroid wurde benannt nach der Hauptfigur in J. R. R. Tolkiens klassischer Erzählung über Mittelerde, Der Hobbit. Der Name wurde von Gareth Vaughan Williams vorgeschlagen und passt zum ersten nummerierten Objekt des Entdeckers, (2675) Tolkien.

## Wissenschaftliche Auswertung
Eine Auswertung von Beobachtungen durch das Projekt NEOWISE im nahen Infrarot führte 2011 für den Asteroiden zu vorläufigen Werten für den Durchmesser und die Albedo im sichtbaren Bereich von 7,8 km bzw. 0,12. Nach der Reaktivierung von NEOWISE im Jahr 2013 und Registrierung neuer Daten wurden die Werte 2016 angegeben mit 6,0 km bzw. 0,14, diese Angaben beinhalten aber hohe Unsicherheiten.
Eine spektroskopische Untersuchung von 820 Asteroiden zwischen November 1996 und September 2001 am La-Silla-Observatorium in Chile ergab für (2991) Bilbo eine taxonomische Klassifizierung als Caa- bzw. Ch-Typ.
Aus archivierten photometrischen Daten und Lichtkurven wurden in einer Untersuchung von 2013 Gestaltmodelle des Asteroiden mit zwei möglichen alternativen Ausrichtungen der Rotationsachse für eine prograde Rotation sowie eine Rotationsperiode von 4,06175 h bestimmt.
Mit der Kombination von thermischen Messungen des WISE-Projekts und den zuvor erstellten Gestaltmodellen des Asteroiden konnte in einer Untersuchung von 2022 ein neuer Wert für den Durchmesser von 8,4 ± 1 km angegeben werden. Außerdem wurde der Asteroid als Kandidat für eine astrometrische Bestimmung des Jarkowski-Effekts propagiert sowie ein Wert für die erwartete Jarkowski-Beschleunigung angegeben.